# 毛莨蚜
毛莨蚜（学名：[Macrosiphum clematifoliae] 错误：{{Lang}}：文本有斜体标记（帮助））为常蚜科毛莨蚜屬下的一个种。